# Andrew Wooten
Andrew Wooten (* 30. September 1989 in Bamberg) ist ein US-amerikanisch-deutscher Fußballspieler.

## Karriere

### Verein
Der Stürmer spielte bis 2009 bei Wormatia Worms, ehe er zum Ligakonkurrenten 1. FC Kaiserslautern II wechselte, für den er in zwei Spielzeiten der Regionalliga West 18 Tore in 46 Ligaspielen erzielte. Sein Vertrag lief bis zum 30. Juni 2012. In der Saison 2011/12 wurde er mit 20 Toren für die FCK-Reserve Zweiter der Torschützenliste der Regionalliga West.
Am 3. März 2012 (24. Spieltag) debütierte Wooten in der Bundesliga im Spiel gegen den VfL Wolfsburg. Im April 2012 unterzeichnete er seinen ersten Lizenzspielervertrag beim 1. FC Kaiserslautern mit einer Laufzeit bis Juni 2015, der für die erste und zweite Bundesliga galt. Am 21. April 2012 erzielte er im Spiel gegen Hertha BSC sein erstes Bundesligator. Am 23. August 2012 wechselte Wooten leihweise bis 2013 zum Zweitligaaufsteiger SV Sandhausen, für den er in der Saison 2012/13 in 28 Spielen sieben Tore erzielte. In der Winterpause 2014 verpflichtete ihn der FSV Frankfurt auf Leihbasis bis zum Saisonende. Nach Ende der Saison gab der 1. FC Kaiserslautern schließlich bekannt, nicht mehr mit Wooten zu planen, woraufhin sein Vertrag aufgelöst wurde.
Zur Saison 2014/15 wechselte er schließlich zurück zum SV Sandhausen, bei dem er einen Dreijahresvertrag unterschrieb. Mit 17 Saisontreffern schlug er in der Spielzeit 2018/19 den vereinsinternen Zweitliga-Torrekord um 3 Treffer. Seinen zum Saisonende auslaufenden Vertrag verlängerte der Stürmer zugunsten eines Wechsels in die US-amerikanische Major League Soccer zu Philadelphia Union nicht. In eineinhalb Jahren in der MLS kam er zu 28 Einsätzen für Philadelphia, in denen er ein Tor erzielte. Nach der Saison 2020 verließ er den Verein.
Im Januar 2021 wechselte Wooten zum österreichischen Bundesligisten FC Admira Wacker Mödling, bei dem er einen bis Juni 2022 laufenden Vertrag erhielt. Für die Admira kam er bis zum Ende der Saison 2020/21 zu 19 Einsätzen in der Bundesliga, dabei erzielte er drei Tore. Zur Saison 2021/22 kehrte er nach Deutschland zurück und schloss sich dem Drittligisten VfL Osnabrück an. Dort löste er im Mai 2022 seinen Vertrag auf und wechselte im Juni zu Preußen. Im Januar 2024 löste Wooten den Vertrag in Münster auf.
Anschließend wechselte er zum VfR Mannheim, zur Saison 2025/26 zur TuS Mechtersheim.

### Nationalmannschaft
Wooten wurde während der Saison 2011/12 zu Lehrgängen der U23-Nationalmannschaft der USA eingeladen. Im Oktober 2015 debütierte er mit 26 Jahren unter Trainer Jürgen Klinsmann für die amerikanische A-Nationalmannschaft im Länderspiel gegen Costa Rica (0:1).

## Privates
Wooten ist der Sohn eines US-amerikanischen Soldaten und einer Deutschen.